# Peter Miroschnikoff
Peter Miroschnikoff (* 25. Februar 1942 in Danzig) ist ein deutscher Journalist und war langjähriger Mittel- und Südosteuropakorrespondent der ARD.

## Leben
Seine russlanddeutsche Familie lebte vor der Oktoberrevolution in Sankt Petersburg und übersiedelte später nach Danzig, wo Peter Miroschnikoff 1942 geboren wurde. Anfang 1945 musste die Familie erneut vor der Roten Armee flüchten. Seine Mutter plante, die Stadt gemeinsam mit ihm und seinen zwei Brüdern an Bord der Wilhelm Gustloff zu verlassen, konnte aber durch Zufall vorher noch einen Bus erwischen. Ihre Flucht in den Westen führte sie nach Niedersachsen, wo sie sich schließlich in Hameln niederließen. Peter wuchs fortan dort auf. Nach dem Abitur ging er nach München, studierte dort von 1961 bis 1965 Soziologie und arbeitete nebenbei als freier Mitarbeiter beim Bayerischen Rundfunk. 1966 wurde er dort als Redakteur angestellt und bereits ein Jahr später als Sonderkorrespondent für das ARD-Radio nach Griechenland geschickt, wo das Militär sich an die Macht putschte. In den Jahren 1970/71 entsandte ihn der BR für die ARD als Korrespondent nach Vietnam, um über den Vietnamkrieg zu berichten. 1973 wurde er Nahostkorrespondent und berichtete über den Yom-Kippur-Krieg, den Zypernkonflikt zwischen Griechenland und der Türkei, sowie über den Iran (damals noch Persien).
Im Jahr 1975 wechselte er als Redakteur vom Radio zum Fernsehen des Bayerischen Rundfunks. Nach drei Jahren in der BR-Zentrale in München wurde er 1978 erneut als Auslandskorrespondent losgeschickt, diesmal nach Wien, mit dem Zuständigkeitsbereich Österreich und Südosteuropa. In dieser Zeit berichtete er für das deutsche ARD-Publikum über den Tod Josip Broz Titos und die Veränderungen im sozialistischen Jugoslawien, über die sich verschärfende Diktatur Nicolae Ceaușescus in Rumänien, den Gulaschkommunismus in Ungarn, sowie über die österreichische Innenpolitik, die in dieser Zeit vom Ende der Kreisky-Ära, dem Aufstieg Jörg Haiders und ab 1986 von der Waldheim-Affäre geprägt war. 1987 ging er zurück nach München und wurde beim BR Leiter der Redaktionsgruppe Reportagen und aktuelle Berichte. Aus dieser Zeit stammen zahlreiche Fernsehreportagen von ihm über den Fall des Eisernen Vorhangs in Ungarn, die Massenflucht von DDR-Bürgern anlässlich des Paneuropäischen Picknicks bei Sopron, dem gewaltsamen Sturz des Regimes in Rumänien und die dramatische soziale Lage dort.
Im Jahr 1996 wurde Peter Miroschnikoff erneut nach Wien entsandt, diesmal als Leiter des ARD-Auslandskorrespondenten-Studios. In der Folge berichtete er über den Kosovokrieg, über den Wiederaufbau und die Umsetzung des Dayton-Abkommens in Bosnien. Ferner interessierte er sich für das Schicksal der deutschen Minderheiten in Rumänien (Banater Schwaben, Siebenbürger Sachsen, Landler) und versuchte die deutsche Öffentlichkeit auf deren Nöte aufmerksam zu machen. Tief betroffen von den Zuständen in den rumänischen Waisenheimen nach der Wende, entschloss er sich eines dieser Kinder zu adoptieren.
Neben seinen Reportagen aus Osteuropa, engagierte er sich zunehmend in der Ausbildung junger Journalisten beim BR, ab 2001 anlässlich des Afghanistankrieges im Auftrag der ARD bei der Ausbildung von Reportern für die Krisen- und Kriegsberichterstattung in Hammelburg und ab 2006 an der Hochschule für Fernsehen und Film München. Daneben engagierte er sich für den Verband der Auslandspresse in Wien, deren Doyen und Leiter er 2004 wurde. 2005 erhielt Peter Miroschnikoff die Ehrung durch die Südosteuropa Gesellschaft zum „Journalisten des Jahres“ und die Ehrung mit Professoren-Titel durch den österreichischen Bundespräsidenten, Heinz Fischer.
Im Jahr 2007 trat er in den Ruhestand. Die Leitung des ARD-Studios Wien sowie des Auslandspresseverbands übernahm seine Nachfolgerin Susanne Glass. Peter Miroschnikoff hält weiter Seminare für angehende Journalisten an verschiedenen Fortbildungseinrichtungen, sowie für Redakteure des BR, der Deutschen Welle und der Bayerischen Akademie für Fernsehen.